# Chronologie des mathématiques
Cette page a l'ambition de proposer dans le futur une présentation chronologique des mathématiques, qui pourrait un jour être présentée sous forme de frise ou constituer un jeu.

## Avant propos
Cette page trouve sa source dans la page Histoire des mathématiques qu'elle veut proposer selon une présentation proche de celle chronologie de la chimie, pour peut-être un jour, avec votre aide, constituer une frise chronologique. C'est donc un article en cours de rédaction pour lequel des co-rédacteurs sont espérés. Merci aux administrateurs et contributeurs de parcourir la page d'histoire des mathématiques et les pages liées et reporter ici de manière succincte mais intelligible et si possible illustrée (images d'objets, portraits des personnes mentionnées avec leurs dates de naissance et de décès, et date de publication des œuvres avec leur titre s'il est connu) les faits marquants.
Cette page est mise ici et pas dans l'espace de bac à sable du premier rédacteur dans l'espoir d'attirer des contributeurs et contributrices. Merci

## Avant -4 000 ans- préhistoire
- - 20 000 ans : os d'Ishango (Cette interprétation reste sujette à discussions[1].
- - 5 000 ans : des mégalithes en Égypte ou en Angleterre en  -3 000 ans incorporeraient des idées géométriques comme les cercles, les ellipses et les triplets pythagoriciens[réf. nécessaire].
- - 2 600 ans : les constructions égyptiennes attestent d'une connaissance empirique et technique de la géométrie, sans qu'il soit toutefois possible de certifier que ces constructions aient été pensées par l'emploi méthodique des mathématiques.

## -3 000 ansà0 ans- antiquité
- -3 000 ans : un système de numération en base soixante utilisé en Mésopotamie

### LeXVIIIesiècle
- (15 avril 1707 à Bâle en Suisse - 7 septembre 1783 (18 septembre dans le calendrier grégorien)) Leonhard Euler[2] fait de très nombreux apports sur les fonctions et sur la théorie des nombres